# Töijensalo
Töijensalo är en ganska stor ö i Finland. Den ligger i sjön Päijänne och i kommunen Sysmä i Sysmä kommun i den ekonomiska regionen  Lahtis  och landskapet Päijänne-Tavastland, i den södra delen av landet, 150 km norr om huvudstaden Helsingfors. Öns area är 6,71 kvadratkilometer och dess största längd är 4,4 kilometer i nord-sydlig riktning.